# Безжилка жирна
Безжилка жирна (Aneura pinguis) — вид печіночників родини Aneuraceae. Має космополітичне поширення.
Росте у вологих місцях, багатих основами або слабокислими, від світлих до частково затінених: на вологих ґрунтах, скелях, у вапнякових болотах і вапнякових туфах, на весняних болотах. Як піонерний вид, він може швидко колонізувати відкриті території, але не дуже конкурентоспроможний і тому легко витісняється іншими видами.

## Характеристика
Відповідно до своєї назви, росте з дуже жирними безребристими таломами. Вони м’ясисті, товсті, жорсткі, легко ламаються, стрічкоподібні, не розгалужені або лише злегка розгалужені, шириною від 0.3 до 1 сантиметра і довжиною до 6 сантиметрів, темно-зелені у вологому стані, чорно-зелені у сухому стані. Верхня сторона талому більш-менш плоска, краї можуть бути трохи загнутими, нижня сторона опукла, кінчик зазвичай закруглений. Вид дводомний, чоловічі рослини менші за жіночі. Спори від кулястої до овальної форми, коричневого кольору і розміром від 15 до 25 мкм.